# Magnolia liliifera
Ne doit pas être confondu avec Magnolia liliiflora.
Espèce
Statut de conservation UICN

 LC  : Préoccupation mineure
Statut CITES
Magnolia liliifera est une espèce de plantes à fleurs de la famille des Magnoliaceae. C'est un arbre originaire d'Asie. Il est également connu sous le nom de magnolia à œuf.

## Description

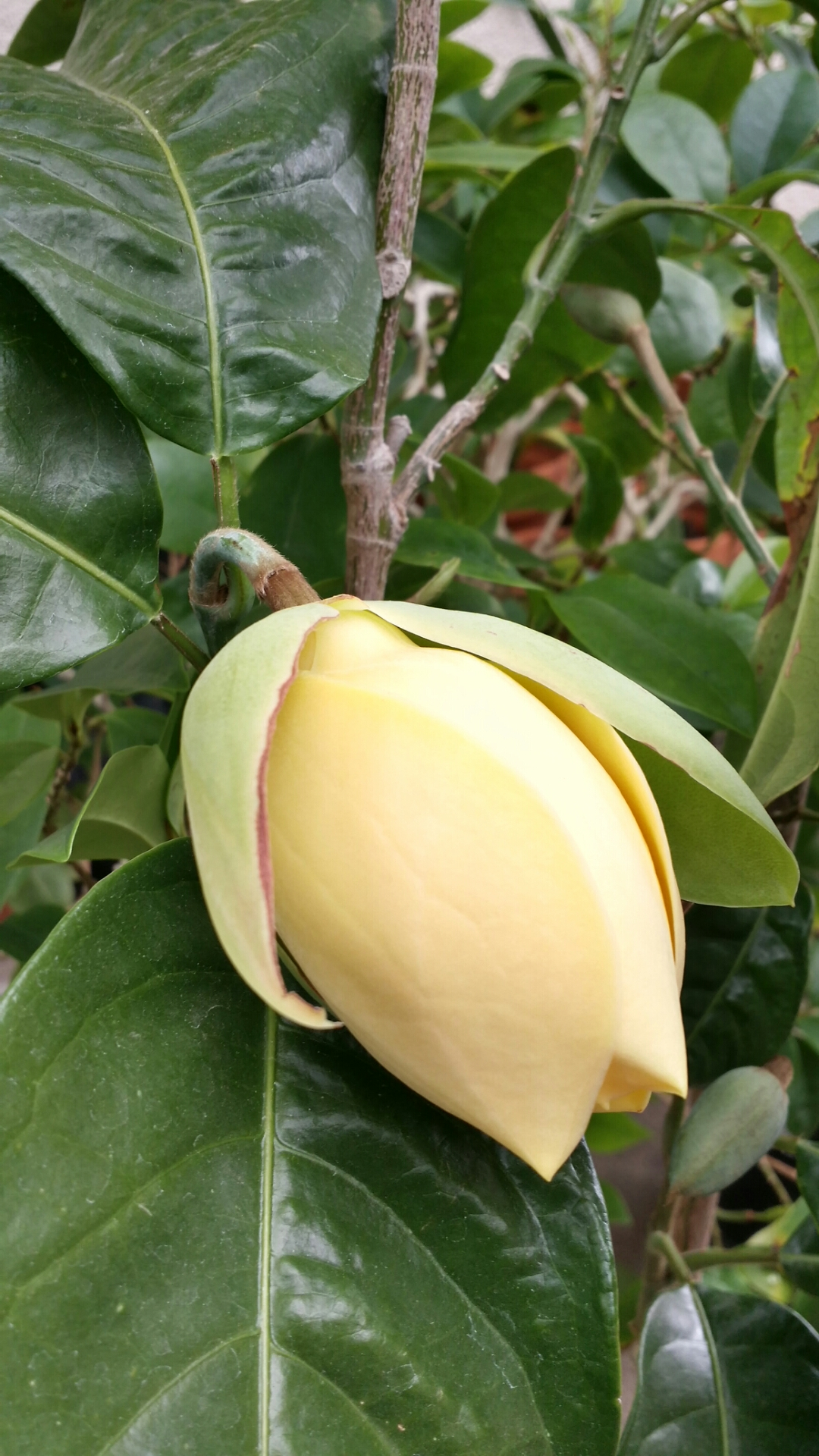
Fleur en bouton.

C'est un arbre qui atteint une hauteur s'étalant de 3.5 m à 18.5 m in situ. 
Ce magnolia porte des fleurs blanches à crème sur des tiges terminales. Les fleurs sont elliptiques avec 25 cm de longueur et 8 de largeur. 

## Répartition et habitat
Magnolia liliifera est une plante à fleurs autochtone aux régions du sud-est de l'Asie,. On la trouve dans la péninsule indochinoise en Thaïlande, au Vietnam, au Cambodge et au Laos, en Indonésie et aux Philippines.

## Synonymes
Les synonymes les plus courants sont:
- Liriodendron liliiferum L.
- Magnolia craibiana Dandy
- Magnolia liliifera (L.) Baill. (préféré par UICN)
- Talauma candollii Blume
- Talauma liliifera (L.) Kuntze

## Galerie de photographies

Magnolia liliifera, au Jardin botanique de la reine Sirikit, en Thaïlande
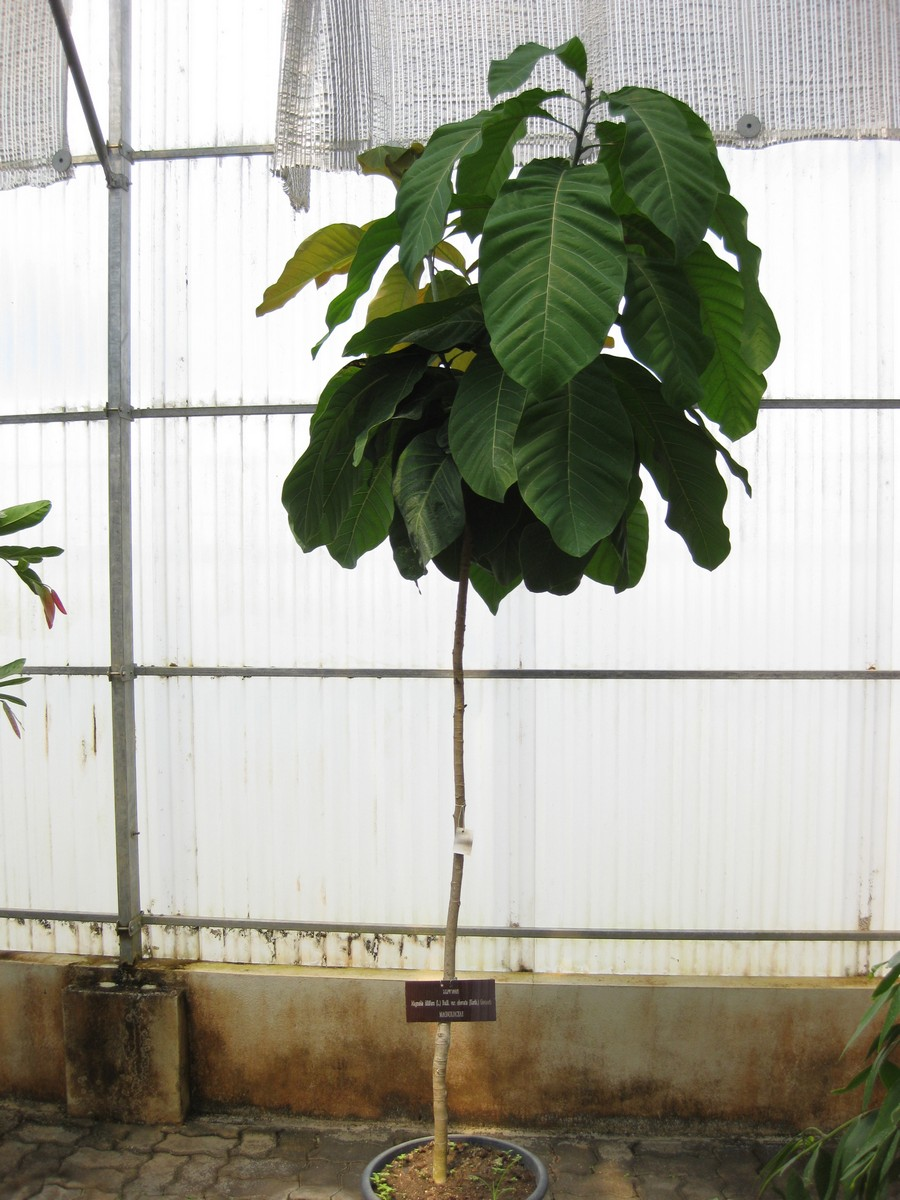
Jeune arbre en pot.
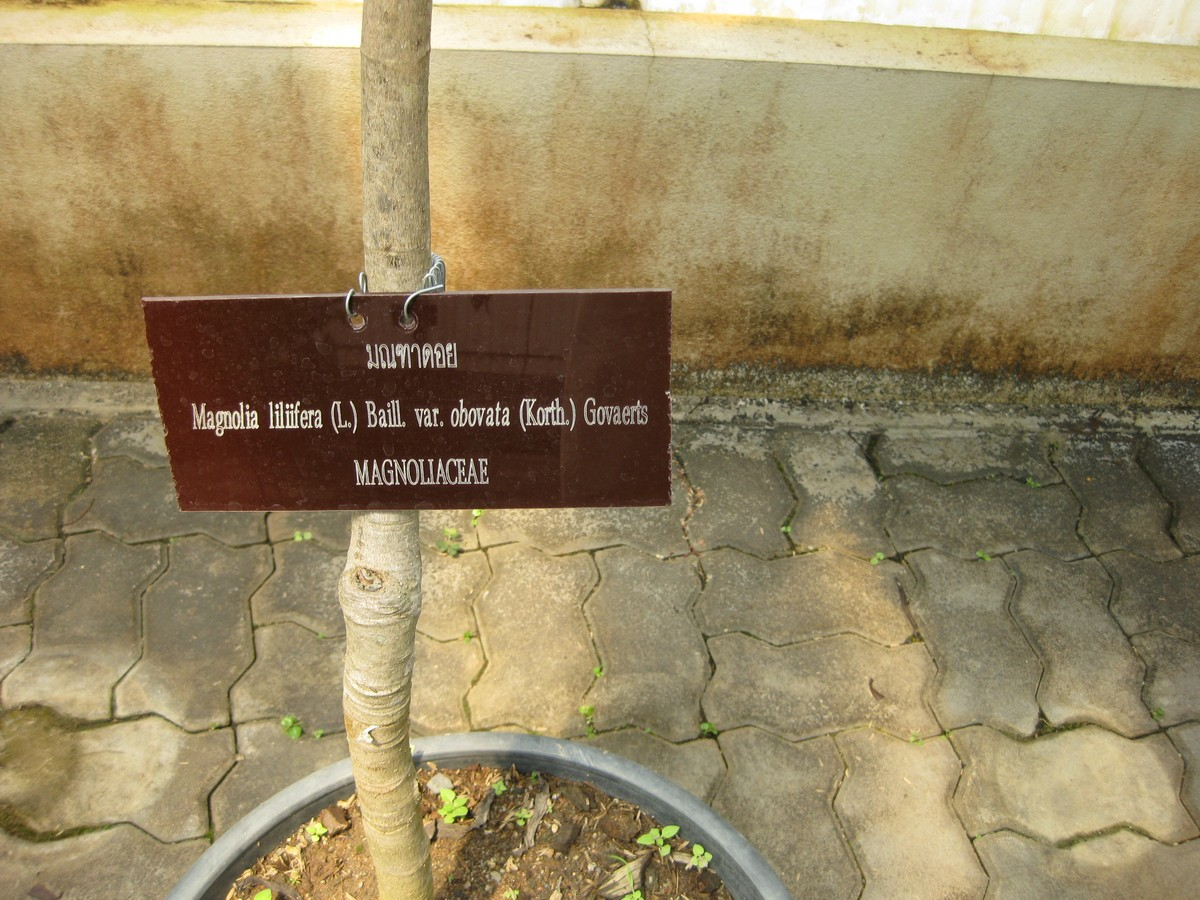
Tronc.
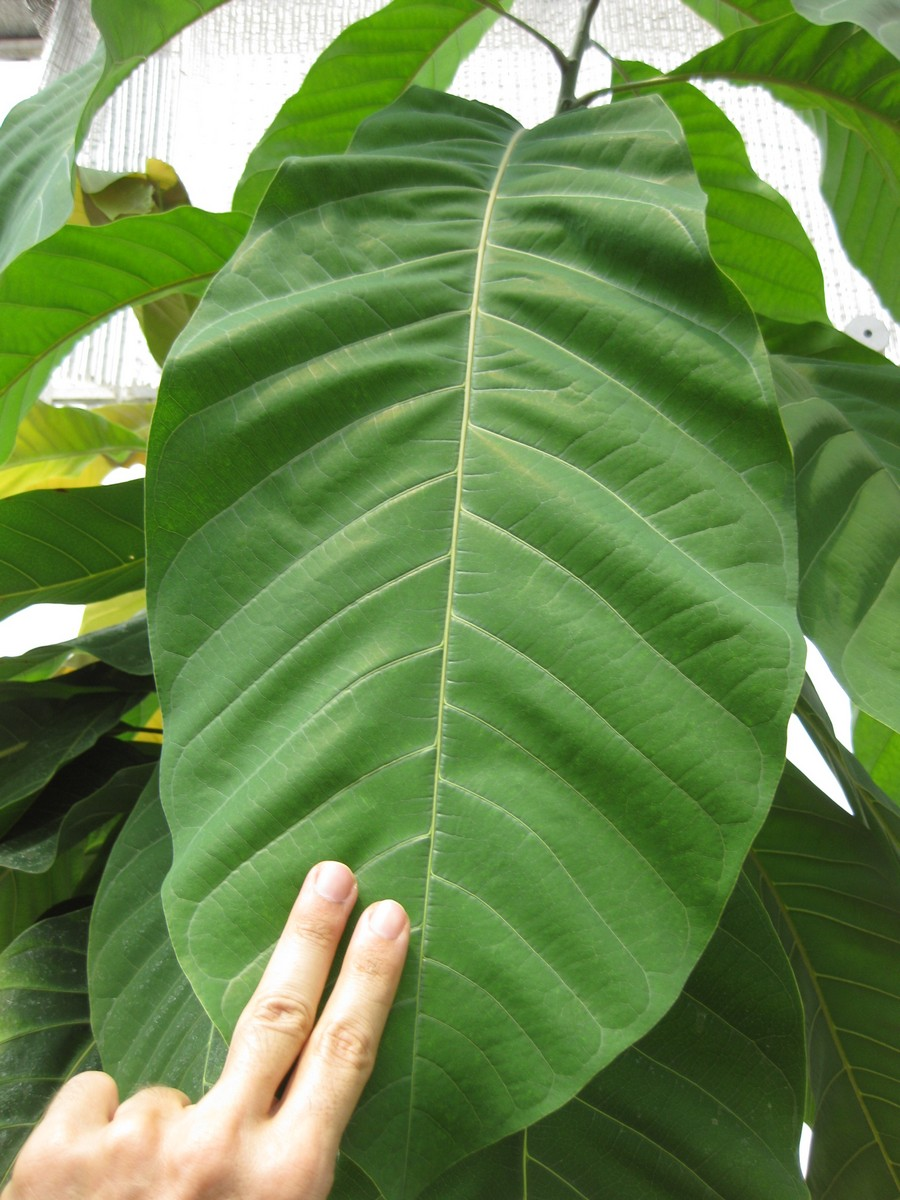
Feuille.

## Liste des variétés
Selon World Checklist of Selected Plant Families (WCSP) (30 décembre 2013) :
- Magnolia liliifera (L.) Baill. (1868)

Selon NCBI (30 décembre 2013) :
- variété Magnolia liliifera var. liliifera
- variété Magnolia liliifera var. obovata

Selon Tropicos (30 décembre 2013) (Attention liste brute contenant possiblement des synonymes) :
- variété Magnolia liliifera var. angatensis (Blanco) Govaerts
- variété Magnolia liliifera var. beccarii (Ridl.) Govaerts
- variété Magnolia liliifera var. championii (Benth.) Pamp.
- variété Magnolia liliifera var. liliifera
- variété Magnolia liliifera var. obovata (Korth.) Govaerts
- variété Magnolia liliifera var. singapurensis (Ridl.) Govaerts

## Culture
Magnolia lilifera est adapté à la culture en pots, ce qui correspond à son utilisation comme plante ornementale. Bien que inféodé aux climats tropicaux, M. lilifera supporterait des climats subtropicaux de la zone 10 de l'USDA. Une des premières traces manuscrites de cette espèce remonte à l'ère victorienne en Avril 1862. M. lilifera est reconnu pour sa fragrance, la fleur dégage une odeur d'ananas le matin.